# Jan Zachwatowicz

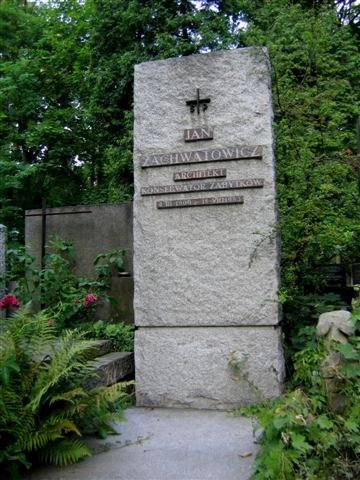
Grabmonument von Jan Zachwatowicz

Jan Zachwatowicz (* 4. März 1900 in Gatschina; † 18. August 1983 in Warschau) war ein polnischer Architekt, Kunsthistoriker und Denkmalpfleger.

## Leben
Zachwatowicz studierte Industriebau am Petersburger Polytechnikum  und erhielt sein Architektendiplom von der Technischen Universität Warschau 1930. 1939 wurde er Direktor der Architekturabteilung dieser Hochschule, musste aber während der NS-Besatzungszeit seine Lehrveranstaltungen unter großer persönlicher Gefahr geheim halten. 1945 wurde er zum Generalkonservator und Lehrstuhlinhaber für polnische Architektur berufen. Zachwatowicz wurde zum international anerkannten Repräsentanten der „Polnischen Schule der Denkmalpflege“ (ein Terminus, der von ihm allerdings nicht sehr geschätzt wurde). Er leitete als Mitarbeiter des Biuro Odbudowy Stolicy (BOS) die Rekonstruktion der Warschauer Altstadt und, mit Stanisław Lorentz (1899–1991) die des Königsschlosses (an dessen Stelle das KP-Regime zunächst einen modernen Bau hatte setzen wollen, um das „feudale Erbe“ vergessen zu machen). Unter den BOS-Architekten war er ein engagierter Verfechter der Erhaltung und Rekonstruktion alter Bausubstanz. 1964 zählte er zu den Mitunterzeichnern der Charta von Venedig.
Die von Zachwatowicz und seinem Team entwickelten Prinzipien wurden auch bei Rekonstruktionsvorhaben in Gdańsk, Poznań und Wrocław angewandt.
Maria Zachwatowicz war seine Ehefrau und Krystyna Zachwatowicz eine von zwei Töchtern.

## Auszeichnungen  und Ehrungen
- Orden Polonia Restituta, Komtur[2]
- Orden Polonia Restituta, Komtur mit Stern

## Publikationen (Auswahl)
- Ochrona Zabytków w Polsce (Die Denkmalpflege in Polen, 1965)
- Architektura polska (Polnische Architektur, 1966)
- Sztuka polska przedromańska i romańska do schyłku XIII wieku (Vorromanische und romanische polnische Kunst bis zum Ende des 13. Jahrhunderts, 1971; Gemeinschaftsarbeit)
- Zamek Królewski w Warszawie (Das Königsschloß in Warschau, 1979)